# Kuseröd
Kuseröd is een plaats in de gemeente Tanum in het landschap Bohuslän en de provincie Västra Götalands län in Zweden. De plaats heeft 73 inwoners (2005) en een oppervlakte van 17 hectare.